# Henrik Stangerup
Henrik Stangerup (født 1. september 1937 på Frederiksberg, død 4. juli 1998 i Langebæk) var en dansk forfatter, journalist og filminstruktør.
Henrik Stangerup var søn af professor Hakon Stangerup og skuespillerinden Betty Söderberg, bror til forfatterinden Helle Stangerup og halvfætter til forfatteren Klaus Rifbjerg samt barnebarn af Hjalmar Söderberg. Henrik Stangerup var gift med skuespillerinden Lotte Tarp 1967-76. De fik sønnen Jacob Stangerup. I 1982 blev Henrik Stangerup gift med kunstmaler Susanne Krage.
Henrik Stangerup tilbragte en stor del af sit liv i Paris, og dele af hans bøger, noveller og avisartikler skildrer Paris og livet i byen i 1960'erne og 70'erne.
Niels Martinov skrev en biografi med titlen Henrik Stangerup, udgivet 2003. I 2008 udkom erindringsbogen Du må ikke sjuske med dit liv med Jurij Moskvitin som forfatter.
Blandt Henrik Stangerups venner var Hans Hertel, Elsa Gress, Per Stig Møller, Ulf Pilgaard, Jurij Moskvitin, Niels Helveg Petersen, Johannes Møllehave og Ole Roos. Sidstnævnte instruerede portrætfilmen om Henrik Stangerup At skrive eller dø. Filmen havde premiere i 2006 og blev senere vist på DR2.
Stangerup modtog De Gyldne Laurbær i 1972, Amalienborg-prisen i 1982, Det Danske Akademis Store Pris i 1986 og Ordre des Arts et des Lettres som Chevalier i 1986.

## Filmografi
- Asta Nielsen, 1967.
- Manden der tænkte ting, (1969), manuskriptforfatter.
- Græsset må ikke betrædes, 1970.
- Giv Gud en chance om søndagen, 1970, manuskriptforfatter og instruktør.
- Farlige kys, 1972, manuskriptforfatter og instruktør.
- Jorden er flad, 1976 (manus også i bogform), manuskriptforfatter og instruktør.
- Manden der ville være skyldig, (1990), manuskriptforfatter.